# Morpho subtusfemina
Morpho subtusfemina är en fjärilsart som beskrevs av Felix Bryk 1953. Morpho subtusfemina ingår i släktet Morpho och familjen praktfjärilar. Inga underarter finns listade i Catalogue of Life.